# Giorni di fuoco (film 1964)
Giorni di fuoco (Winnetou - 2. Teil) è un film del 1964 diretto da Harald Reinl.
La pellicola, con protagonisti Pierre Brice, Lex Barker, Mario Girotti/Terence Hill, Anthony Steel e Karin Dor, è la trasposizione cinematografica del romanzo omonimo, scritto da Karl May. Fa parte della saga di Old Shatterand e Winnetou, iniziato dal film Il tesoro del lago d'argento del 1962, ed è il seguito di La valle dei lunghi coltelli (1963).

## Trama
Winnetou, capo degli indiani Apache, si reca all'accampamento degli indiani Assiniboin, ove, per favorire la pace tra i nativi americani e i coloni, convince il capo a risparmiare la vita a tre soldati statunitensi fatti prigionieri. Fra questi ultimi si trova il giovane tenente Merrill, il quale, a garanzia delle trattative di pace, si impegna a sposare Ribanna, la figlia del capo degli Assiniboin. Anche Winnetou è in realtà innamorato di Ribanna, che lo ricambia e vorrebbe fuggire con lui, ma l'Apache le ordina invece di sposare Merrill, perché la pace è troppo importante.
Intanto il bandito Bud Forrester, volendosi impadronire di un giacimento di petrolio in territorio indiano, attacca a tradimento e massacra un villaggio di Ponca. Old Shatterhand, assieme al viaggiatore inglese lord Castlepool, lo affronta a New Venango, ma quello riesce a scappare. Per sabotare la pace, Forrester attacca un convoglio di pionieri e invia un suo uomo a Fort Niobara, comandato dal padre di Merrill, accusando gli Assiniboin dell'azione. Grazie a Old Shatterhand e Castlepool però i soldati statunitensi trovano la traccia ai veri colpevoli. Forrester è costretto alla fuga e prende in ostaggio Merrill e Ribanna. ma Winnetou riesce attraverso un passaggio segreto a penetrare nel rifugio del bandito e liberare i prigionieri. Forrester viene infine ucciso dai Ponca superstiti del suo attacco.

## Distribuzione
La pellicola uscì nelle sale tedesche il 17 settembre 1964.